# Ruined in a Day
Ruined in a Day è una canzone del gruppo rock-synthpop britannico New Order, estratta come primo singolo dall'album del 1993 Republic e pubblicata nello stesso anno. Apparve in due antologie della band: il Best of di quell'anno e Singles del 2005.
Il videoclip del brano mostra i New Order e il loro collaboratore Keith Allen che si divertono in un tempio buddhista con dei monaci ad elencare famosi blockbuster hollywoodiani.

## Lista delle tracce
Testi e musiche di Gillian Gilbert, Stephen Hague, Peter Hook, Stephen Morris e Bernard Sumner eccetto dove indicato.

### CD #1: NUOCD 2 (UK & Europa)
1. Ruined in a Day (Radio Edit) – 3:58
2. Ruined in a Day (Ambient Mix) (Remixato da Booga Bear) – 5:44
3. Ruined in a Day (Reunited in a Day Remix) (Remixato da K-Klass) – 6:14
4. Vicious Circle (Mike Haas Mix) (Remixato da Mike Haas) – 3:23 (Gilbert, Hook, Morris, Sumner)

### CD #2: NUOCDP 2 (UK & Europa) -The Limited Edition
1. Ruined in a Day (Sly & Robbie Radio Edit) – 4:30
2. Ruined in a Day (12inch Bogle Mix) – 4:30
3. Ruined in a Day (Dance Hall Groove) – 5:26
4. Ruined in a Day (Rhythm Twins Dub) – 4:30
5. Ruined in a Day (Live Mix) – 4:30

- Tutti i remix sono stati fatti da Sly & Robbie e Handel Tucker

### 12": NUOX 2 (UK & Europa)
1. Ruined in a Day (12 Inch Bogle Mix) (Remixato da Sly & Robbie e Handel Tucker) – 4:30
2. Ruined in a Day (Live Mix) (Remixato da Sly & Robbie e Handel Tucker) – 4:30
3. World (The Price of Dub) (Remixato da Brothers in Rhythm) – 6:48
4. Ruined in a Day (Reunited in a Day Remix) (Remixato da K-Klass) – 6:14

### Cassette: NUOMC 2 (UK & Europa)
1. Ruined in a Day (Radio Edit) – 3:58
2. Vicious Circle (New Order Mix) (Remixato da Mike Haas) – 4:09 (Gilbert, Hook, Morris, Sumner)
3. Ruined in a Day (12inch Bogle Mix) (Remixato da Sly & Robbie e Handel Tucker) – 4:30
4. Ruined in a Day (Live Mix) (Remixato da Sly & Robbie e Handel Tucker) – 4:30

## Posizione nelle classifiche
| Classifica (1993)                 | Posizione |
| --------------------------------- | --------- |
| Official Singles Chart            | 22        |
| U.S. Billboard Modern Rock Tracks | 30        |